# Wolves in Wolves' Clothing
Wolves In Wolves' Clothing é o décimo álbum de estúdio da banda californiana NOFX, lançado em 18 de abril de 2006.

## Faixas
Todas as faixas por Fat Mike.
1. "60%" – 2:25
2. "USA-holes" – 2:14
3. "Seeing Double at the Triple Rock" – 2:09
4. "We March to the Beat of Indifferent Drum" – 2:38
5. "The Marxist Brothers" – 2:47
6. "The Man I Killed" – 1:18
7. "Benny Got Blowed Up" – 1:05
8. "Leaving Jesusland" – 2:54
9. "Getting High On The Down Low" – 1:13
10. "Cool and Unusual Punishment" – 2:05
11. "Wolves in Wolves' Clothing" – 1:57
12. "Cantado en Español" – 1:26
13. "100 Times Fuckeder" – 1:57
14. "Instant Crassic" – 0:34
15. "You Will Lose Faith" – 2:31
16. "One Celled Creature" – 1:31
17. "Doornails" – 2:14
18. "60% (reprise)" – 1:54
19. "Untitled Track" – 11:29

## Paradas
| Paradas (2006)         | Melhor posição |
| ---------------------- | -------------- |
| Billboard 200          | 46             |
| Top Independent Albums | 2              |
| Top Internet Albums    | 46             |

## Créditos
- Fat Mike - Vocal, baixo
- Eric Melvin - Guitarra
- El Hefe - Guitarra
- Erik Sandin - Bateria